# Nerica
La Nerica (in russo Нерица?) è un fiume della Russia europea settentrionale, affluente di sinistra della Pečora. Scorre nei rajon Ust'-Cilemskij e Ižemskij della Repubblica dei Komi.
Nasce dai rilievi Vymsko-Vol'skaja dei monti Timani, scorrendo in direzione settentrionale e nord-orientale. Sfocia nella Pečora a 451 km dalla foce, poco a valle della foce della Ižma. Ha una lunghezza di 203 km; l'area del suo bacino è di 3 140 km². L'affluente principale e la Zaižemskaja (lunga 90 km) proveniente dalla destra idrografica.